# Aleksandr Grigor'evič Stroganov (1698-1754)
Barone Aleksandr Grigor'evič Stroganov, in russo Александр Григорьевич Строганов? (Gordeevka, 2 ottobre 1698 – Kuzminki, 17 novembre 1754), è stato un politico e ufficiale russo.

## Biografia
Era il primogenito di Grigorij Dmitrievič Stroganov (1656-1715), e della sua seconda moglie, Marija Jakovlevna Novosil'ceva (1677-1733).

## Carriera
Nel 1722, insieme ai fratelli Nikolaj e Sergej, Pietro I di Russia lo elevò alla dignità di barone in riconoscimento dei servizi resi dai loro antenati in Russia.
Nello stesso anno partecipò alla campagna di Persia (1722-1723) e ricevette lo zar a Simbirsk. Egli fu il primo della famiglia a servire nell'esercito. Nel 1725 è stato nominato ciambellano, ma questo titolo era solo nominale, prese parte alle cerimonie di corte e non percepì alcuna retribuzione. Pochi anni dopo fu promosso tenente generale e consigliere.
Per alcuni era considerato un grande filantropo, un uomo buono e un grande amante dell'arte, per altri era un uomo avido e spietato. Era un uomo educato, parlava diverse lingue, era un grande lettore, ha tradotto diversi libri ed era un grande appassionato di musica.

## Matrimoni

### Primo matrimonio
Nel 1726 sposò la principessa Tat'jana Vasil'evna Šeremeteva (1706-1728), figlia di Vasilij Petrovič Šeremetev. Il giorno del matrimonio, Pietro I di Russia era assente, ma la coppia era circondata ospiti prestigiosi, l'imperatrice Caterina, le grandi duchesse, personalità della nobiltà russa e in particolare il duca Federico di Holstein. Ebbero due figli:
- Michail Aleksandrovič (1720-1726);
- Marija Aleksandrovna (1720-1726).

### Secondo matrimonio
Nel 1734 sposò Elena Vladimirovna Dmitrievna-Mamonova (1716-1744), figlia del contro-ammiraglio Vasilij Afanasievič Dmitriev-Mamonov. Ebbero due figli:
- Samuel Aleksandrovič (1735-1738);
- Anna Aleksandrovna (1739-1816), sposò Michail Michajlovič Golicyn, ebbero dieci figli.

### Terzo matrimonio
Nel 1746 sposò Marija Artem'evna Zagrjažskaja (4 maggio 1722-19 aprile 1784). Ebbero una figlia:
- Varvara Aleksandrovna (1748-1823), sposò il principe Boris Grigor'evič Šachovskij.

## Morte
Morì il 17 novembre 1754. Fu sepolto nella Chiesa di San Nicola a Kotel'niki.